# Łosiniec (Lipiany)
Łosiniec – nieoficjalna część miasta Lipiany w Polsce położona w województwie zachodniopomorskim, w powiecie pyrzyckim, w gminie Lipiany. Przed utworzeniem miasta była niestandaryzowaną osadą wsi Osetna.
W latach 1975–1998 miejscowość administracyjnie należała do województwa szczecińskiego.